# Minor Earth Major Sky
Minor Earth Major Sky je sedmým albem norské skupiny A-ha. Videoklip k titulní skladbě se natáčel v pískovně nedaleko Plzně.

## Řazení skladeb
1. Minor Earth Major Sky 5:25
2. Little Black Heart 4:35
3. Velvet 4:21
4. Summer Moved On 4:38
5. The Sun Never Shone That Day 4:40
6. To Let You Win 4:24
7. The Company Man 3:15
8. Thought That It Was You 3:50
9. I Wish I Cared 4:23
10. Barely Hanging On 3:56
11. You'll Never Get Over Me 5:40
12. I Won't Forget Her 4:44
13. Mary Ellen Makes the Moment Count 4:51

## Obsazení

### Členové skupiny
- Morten Harket (zpěv)
- Paul Waaktaar-Savoy (kytara, zpěv, klávesy)
- Magne Furuholmen (klávesy, zpěv)

### Hosté
(číslo za pomlčkou je pořadové číslo skladby)
- Frode Unneland (bicí) - 1
- Sven Lindvall (basová kytara) - 2 a 13
- Simone (zpěv) - 3
- Per Lindvall (bicí) - 3, 10 a 13
- Frode Unneland (bicí) - 7
- Lauren Savoy (zpěv) - 11
- Per Hillestad (bicí) - 11
- Vertavo Quartet (smyčce) - 11
- Johun Bogeberg (basová kytara) - 11

- členové Oslo Philharmonic Orchestra a Norwegian Radio Orchestra (smyčce)